# Западни низијски горила
Западни низијски горила (лат. Gorilla gorilla gorilla) је подврста западног гориле, врсте сисара из реда примата и породице хоминида. 

## Распрострањење
Ареал подврсте покрива средњи број држава. Подврста има станиште у Камеруну, Републици Конго, Анголи, Централноафричкој Републици, Екваторијалној Гвинеји и Габону.
Подврста је изумрла у ДР Конгу.

## Станиште
Станишта подврсте су шуме, планине, мочварна подручја и речни екосистеми.

## Угроженост
Ова подврста је крајње угрожена и у великој опасности од изумирања.